# FIBA Europapokal der Landesmeister 1960/61
Die Saison 1960/61 war die 4. Spielzeit des FIBA Europapokal der Landesmeister, der von der FIBA Europa veranstaltet wurde.
Den Titel gewann erstmals ZSKA Moskau aus der Sowjetunion.

## Modus
An der Endrunde nahmen die 14 Meister der jeweiligen nationalen Liga, sowie der Titelverteidiger, teil. Zuerst wurde eine Qualifikation gespielt. Die Sieger der Spielpaarungen wurden in Hin- und Rückspiel ermittelt. Entscheidend war das gesamte Korbverhältnis beider Spiele.
Die Sieger der Spielpaarungen in der zweiten Runde, im Viertelfinale, im Halbfinale, sowie im Finale, wurden ebenfalls in Hin- und Rückspiel ermittelt.

## 1. Runde (Qualifikation)
|                         | Gesamt  |                           | Hinspiel | Rückspiel |
| ----------------------- | ------- | ------------------------- | -------- | --------- |
| Étoile de Charleville   | 110:100 | CS Casablancais Casablana | 55:47    | 55:53     |
| Urania GS Genf          | 107:164 | Idrolitina Virtus Bologna | 62:68    | 45:96     |
| HSG Wissenschaft Berlin | 110:171 | BK Spartak Sofia          | 54:85    | 56:86     |
| USC Heidelberg          | 115:180 | Legia Warschau            | 67:91    | 48:89     |
| Galatasaray Istanbul    | 137:96  | Olympiakos Piräus         | 72:41    | 65:55     |
| Ro’de Le’w Kayl         | 75:137  | EK Engelmann Wien         | 27:53    | 48:84     |
| Antwerp BC              | 149:92  | Benfica Lissabon          | 87:41    | 62:51     |
| KFUM Söder IK           | 98:146  | OKK Belgrad               | 50:53    | 48:93     |
| Wolves Amsterdam        | 106:153 | TJ Spartak Sokolovo Prag  | 52:57    | 54:96     |

## Teilnehmer an der Endrunde
| Sowjetunion      | 2 | ASK Riga                  | ZSKA Moskau |
| Belgien          | 1 | Antwerp BC                |             |
| Bulgarien        | 1 | BK Spartak Sofia          |             |
| Finnland         | 1 | Torpan Pojat Helsinki     |             |
| Frankreich       | 1 | Étoile de Charleville     |             |
| Israel           | 1 | Hapoel Tel Aviv           |             |
| Italien          | 1 | Idrolitina Virtus Bologna |             |
| Jugoslawien      | 1 | OKK Belgrad               |             |
| Österreich       | 1 | EK Engelmann Wien         |             |
| Polen            | 1 | Legia Warschau            |             |
| Rumänien         | 1 | CCA Bukarest              |             |
| Spanien          | 1 | Real Madrid               |             |
| Tschechoslowakei | 1 | TJ Spartak Sokolovo Prag  |             |
| Türkei           | 1 | Galatasaray Istanbul      |             |

## 2. Runde
|                           | Gesamt  |                          | Hinspiel | Rückspiel |
| ------------------------- | ------- | ------------------------ | -------- | --------- |
| Étoile de Charleville     | 63:163  | ZSKA Moskau              | 28:68    | 35:95     |
| Idrolitina Virtus Bologna | 104:106 | CCA Bukarest             | 70:56    | 54:70     |
| Legia Warschau            | 138:114 | BK Spartak Sofia         | 76:47    | 62:67     |
| Galatasaray Istanbul      | 79:93   | Hapoel Tel Aviv          | 40:39    | 39:54     |
| EK Engelmann Wien         | 100:159 | Real Madrid              | 53:85    | 47:74     |
| Antwerp BC                | 68:47   | OKK Belgrad              | 66:47    | 2:0 1     |
| Torpan Pojat Helsinki     | 103:133 | TJ Spartak Sokolovo Prag | 56:65    | 47:68     |

- Freilos als Titelverteidiger:  ASK Riga

## Viertelfinale
|                         | Gesamt  |                 | Hinspiel | Rückspiel |
| ----------------------- | ------- | --------------- | -------- | --------- |
| ASK Riga                | 162:134 | Hapoel Tel Aviv | 84:60    | 78:74'    |
| TJ Spartak Skolovo Prag | 107:115 | CCA Bukarest    | 60:50    | 47:65     |
| Legia Warschau          | 145:183 | ZSKA Moskau     | 72:98    | 73:85     |
| Antwerp BC              | 128:177 | Real Madrid     | 62:89    | 66:88     |

## Halbfinale
|             | Gesamt  |              | Hinspiel | Rückspiel |
| ----------- | ------- | ------------ | -------- | --------- |
| Real Madrid | 123:141 | ASK Riga     | 78:75    | 45:66     |
| ZSKA Moskau | 171:115 | CCA Bukarest | 98:58    | 73:57     |

## Finale
|          | Gesamt  |             | Hinspiel | Rückspiel |
| -------- | ------- | ----------- | -------- | --------- |
| ASK Riga | 128:148 | ZSKA Moskau | 62:87    | 66:61     |

- Final-Topscorer:  Wiktor Subkow (ZSKA Moskau): 43 Punkte